# 水子乡
水子乡，是中华人民共和国四川省甘孜藏族自治州丹巴县曾经下辖的一个乡。2019年12月，撤销水子乡，将原水子乡纳交一村、纳交二村、科里村划归东谷镇的行政区域，将原水子乡水子一村、水子二村、水子三村、大马村、长纳村、各宗村、吉宗村划归章谷镇管辖。

## 行政区划
水子乡撤销前下辖以下地区：
水子一村、水子二村、水子三村、大马村、长纳村、各宗村、吉宗村、纳交一村、纳交二村和科里村。